# Liste der Einträge im National Register of Historic Places im Bent County

Lage des Bent Countys in Colorado

Die Liste der Einträge im National Register of Historic Places im Bent County in Colorado führt die Bauwerke und historischen Stätten im Bent County auf, die in das National Register of Historic Places aufgenommen wurden.
Legende
| NRHP | Historic Place             |
| HD   | Historic District          |
| NHL  | National Historic Landmark |

| [ 2 ] | Name                                           | Bild                            | Eintragsdatum                 | Lage                                                                     | Ort              | Beschreibung |
| ----- | ---------------------------------------------- | ------------------------------- | ----------------------------- | ------------------------------------------------------------------------ | ---------------- | ------------ |
| 1     | Bent County Courthouse and Jail                | Bent County Courthouse and Jail | 2. Jan. 1976 ID-Nr. 76000546  | 725 Carson Ave. 38° 3′ 51″ N, 103° 13′ 12″ W                             | Las Animas       |              |
| 2     | Bent County High School                        | Bent County High School         | 30. Juli 2010 ID-Nr. 10000505 | 1214 Ambassador Thompson Blvd. 38° 3′ 54″ N, 103° 13′ 56″ W              | Las Animas       |              |
| 3     | Boggsville                                     | Boggsville                      | 24. Okt. 1986 ID-Nr. 86002841 | Südlich von Las Animas am State Highway 101 38° 2′ 39″ N, 103° 12′ 29″ W | Las Animas       |              |
| 4     | Fort Lyon                                      | Fort Lyon                       | 5. Mai 2004 ID-Nr. 04000388   | Bent County Road 15 / Fort Lyon Gate Rd. 38° 4′ 38″ N, 103° 7′ 58″ W     | Las Animas       |              |
| 5     | Las Animas Post Office                         | Las Animas Post Office          | 16. Jan. 2008 ID-Nr. 07001392 | 513 6th St. 38° 3′ 58,3″ N, 103° 13′ 22,8″ W                             | Las Animas       |              |
| 6     | Prowers Bridge                                 | Prowers Bridge                  | 4. Feb. 1985 ID-Nr. 85000189  | County Road 34 38° 5′ 37″ N, 102° 46′ 3″ W                               | Prowers          |              |
| 7     | Santa Fe Trail Mountain Route--Bent's New Fort |                                 | 26. Sep. 2016 ID-Nr. 16000666 | Adresse nicht veröffentlicht                                             | Lamar (Umgebung) |              |